# Holwerdervaart
De Holwerdervaart is een historische waterweg in Noordoost-Friesland, die loopt van de Dokkumer Ee naar het dorp Holwerd aan de Waddenzee. Deze vaart speelde eeuwenlang een belangrijke rol in het vervoer van goederen, mensen en landbouwproducten tussen het Friese binnenland en de kust.
De vaart maakte deel uit van een netwerk van waterwegen dat van groot economisch belang was in de tijd dat vervoer over land lastig en traag was. Via de Holwerdervaart konden schepen vanaf de Waddenzee naar de Dokkumer Ee varen en van daaruit verder richting Dokkum, Leeuwarden en andere plaatsen. Dit was vooral van belang voor de aanvoer van zeevis, zout en andere goederen vanuit de kust en de export van turf, landbouwproducten en zuivel uit het binnenland.
In de 17e en 18e eeuw werden dit soort vaarten vaak gebruikt door trekschuiten — platte schepen die door een paard of mens over het jaagpad langs de oever werden voortgetrokken. Hoewel de Holwertervaart niet bekendstaat als een officiële trekvaart met een jaagpad over de volledige lengte, was het wel een veelgebruikte route voor dit soort vervoer.
Met de komst van betere wegen en de opkomst van vervoer over land verloor de Holwerdervaart in de 19e en 20e eeuw haar betekenis als handelsroute. Tegenwoordig wordt de vaart vooral gebruikt voor pleziervaart. Langs de route liggen pittoreske Friese dorpjes zoals het dorp Lichtaard. Verder biedt de vaart een typisch open, weids landschap, wat het een geliefde vaarroute maakt voor natuurliefhebbers.